# Hermann Schwidden
Hermann Josef Schwidden (* 11. Mai 1882 in Grevenbroich-Gilverath; † 13. Mai 1958 in Köln) war ein deutscher Verwaltungsjurist.

## Werdegang
Schwidden trat 1911 als Gerichtsassessor in den preußischen Staatsdienst. Von 1919 bis 1921 war er Staatsanwalt in Köln. Danach war er als Regierungsrat in Buer (ab 1921), in Aachen (ab 1922) und Münster (ab 1923) eingesetzt, ab 1924 als Oberregierungsrat in Aachen und ab 1925 in Arnsberg. Von 1927 an war er im Rang eines Regierungsdirektors im Polizeipräsidium und ab 1928 bei der Bau- und Finanzdirektion Berlin. 1930 übernahm er das Amt des Regierungsvizepräsidenten in Hildesheim. Nach der Machtübernahme der Nationalsozialisten wurde er 1933 vorzeitig in den Ruhestand versetzt. Zwischen 1936 und 1945 war er als Rechtsanwalt in Köln niedergelassen.
Nach Ende des Zweiten Weltkriegs wurde er im Mai 1945 als Regierungsvizepräsident in Köln eingesetzt und 1947 in gleicher Funktion in Düsseldorf. Daneben war er Treuhänder der Westdeutschen Bodenkreditanstalt. Nach seinem endgültigen Ruhestand 1952 war er als Geschäftsführer der Kölner Meierei vereinigter Landwirte und ab 1953 als freier Mitarbeiter der Rhein Energie AG tätig.
Seit 1902 war er Mitglied der katholischen Studentenverbindung AV Rheno-Guestfalia Kiel im CV und später wurde er noch Mitglied der KDStV Rheno-Franconia München im CV.
1924 hatte er Gertrud Ida Pfeiffer geheiratet. Schwidden verstarb zwei Tage nach seinem 76. Geburtstag in seiner Wohnung in Köln-Bayenthal.

## Ehrungen
- 1952: Großes Verdienstkreuz der Bundesrepublik Deutschland